# Stanisław Waryński

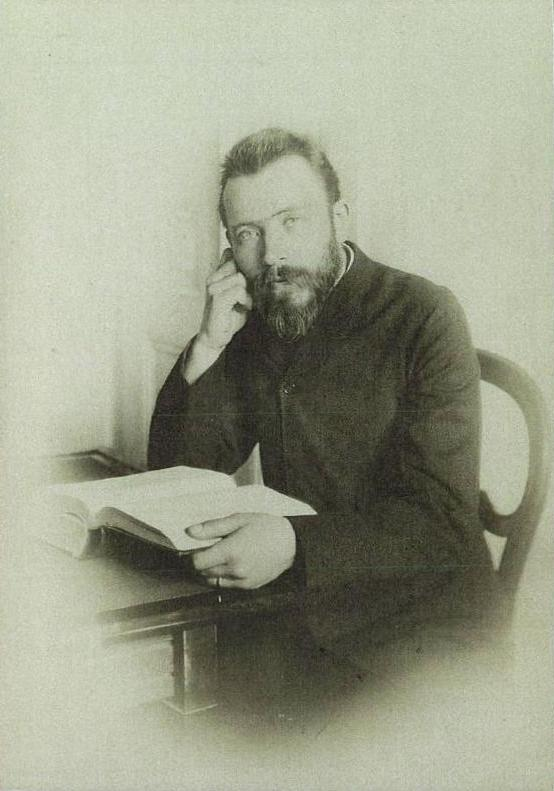
Stanisław Waryński

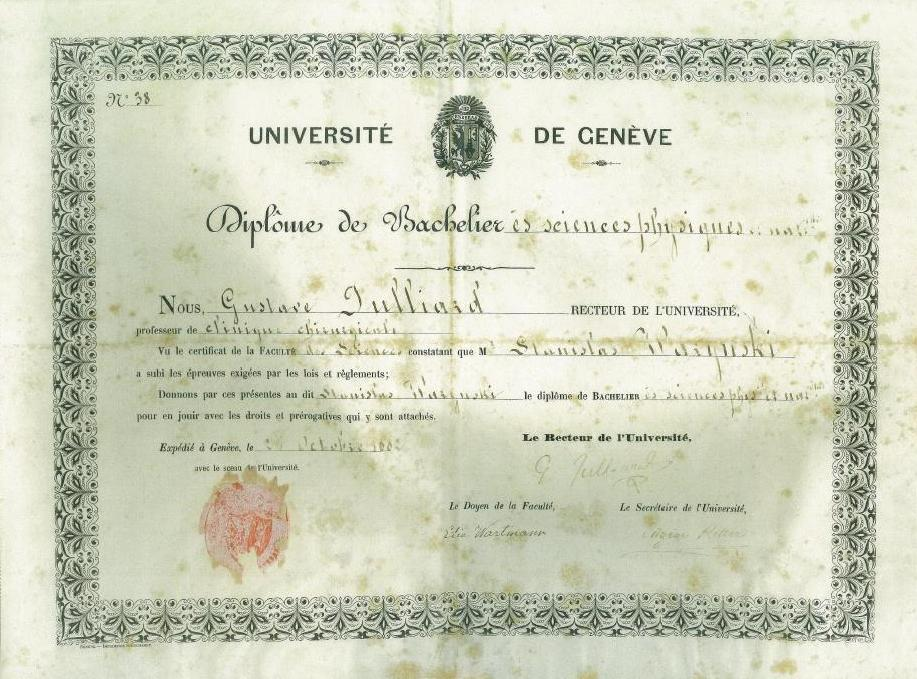
Dyplom ukończenia studiów Stanisława Waryńskiego otrzymany na Uniwersytecie Genewskim w 1886

Stanisław Kostka Waryński (ur. 28 lipca 1858 w Martynówce, zm. 2 czerwca 1888 w Genewie) – polski i szwajcarski lekarz, embriolog, działacz socjalistyczny, brat Ludwika Waryńskiego.

## Życiorys
Syn Seweryna i Pelagii z Barzyckich. Uczęszczał do gimnazjum w Białej Cerkwi, za udział w uczniowskiej demonstracji relegowano go z gimnazjum i dalszą edukację odbierał w domu. Świadectwo dojrzałości otrzymał w gimnazjum w Humaniu.
Ponieważ nie miał prawa wstąpienia na uniwersytet rosyjski, razem z przyjacielem Edmundem Brzezińskim udał się za granicę. Rodzice wysłali go na studia medyczne do Wiednia; wiadomo, że przez pewien czas studiował na Uniwersytecie we Wrocławiu, a potem rozpoczął studia medyczne na Uniwersytecie w Lipsku, gdzie studiował w semestrze letnim 1877 i semestrze zimowym 1877/1878. W listopadzie 1878 został aresztowany, relegowany z uczelni i wydalony z Niemiec. Przeniósł się do Genewy, gdzie najpierw zarabiał na życie, pracując w drukarni.
W marcu 1879 znalazł się w Krakowie i próbował nawiązać kontakt z uwięzionym bratem; sam jednak również został aresztowany. Przez kolejne jedenaście miesięcy przebywał w areszcie. Był sądzony w grupie ponad 30 socjalistów od 16 lutego do 16 kwietnia 1880 (proces krakowski). Bracia Waryńscy zostali uniewinnieni i wydaleni z Austro-Węgier. Stanisław ukończył wtedy studia na Uniwersytecie w Genewie, 22 grudnia 1885 roku otrzymał tytuł doktora medycyny. Był asystentem histologii na wydziale dentystycznym Uniwersytetu Genewskiego; pracował u profesorów Schiffa, Laskowskiego, Zahna, Fola i Vullieta.
Po ukończeniu studiów ożenił się z Julią z domu Chévalier. Mieli dwóch synów, Emile’a-Casimira, który zmarł w grudniu 1886 roku w wieku trzech miesięcy i Roberta-Eugène’a (ur. 1888).
Zły stan zdrowia zmusił Stanisława do porzucenia posady na uczelni i praktyki prywatnej. Zmarł na gruźlicę płuc w wieku 30 lat. Osobiste wspomnienie o zmarłym napisał Ludwik Straszewicz.

## Dorobek naukowy
Waryński był autorem około dziesięciu prac naukowych, z których trzy opublikował wspólnie z Folem. Ich prace uważane są za pionierskie na polu embriologii doświadczalnej. Doniesienie Fola i Waryńskiego Sur la production artificielle de l'inversion viscérale, ou hétérotaxie chez des embryons de poulet, dotyczące eksperymentalnego odwrócenia symetrii (heterotaksji) w kurzym zarodku, określone zostało jako „jeden z najwcześniejszych, jeśli nie pierwszy, przykład systematycznego i ścisłego doświadczalnego podejścia w embriologii”.

## Lista prac
- Fol H, Warynski S. Sur la production artificielle de l’inversion viscérale, ou hétérotaxie chez des embryons de poulet. Comptes rendus hebdomadaires des séances de l’Académie des sciences 96, ss. 1674–1676, 1883
- Warynski S, Fol H. Recherches expérimentales sur la cause de quelques monstruosités simples et de divers processus embryogéniques. Revue médicale de la Suisse romande 3, ss. 395–413, 1883
- Warynski S, Fol H. Recherches expérimentales sur la cause de quelques monstruosités simples et de divers processus embryogéniques, avec les planches I, II et III. Recueil Zoologique Suisse 1, ss. 1–27, 1884
- Recherches expérimentales sur le mode de formation des omphalocéphales, avec les planches XIV et XIV. Recueil Zoologique Suisse 1, ss. 291-302, 1884
- Sur la méthode en tératogénie, en réponse à un article de Dareste. Recueil Zoologique Suisse 2, ss. 305-326, 1885
- Sur la production artificielle des monstres a coeur double chez les poulets: quelques réflexions sur la loi qui régit la constance des formes chez l’embryon sa vérification expérimentale. Genève: Schuchardt, 1886
- Note sur un anencéphale humain né à terme. Revue médicale de la Suisse romande 6, ss. 159–162, 1886
- Sur les anomalies numériques des dents dans la gueule de loup. Revue et Archives Suisses d’Odontologie 1, ss. 5–9, 1887
- Contribution à l’étude du bec de lièvre simple et complexe[11]. 1888